# Callumbonella
Callumbonella là một chi ốc biển, là động vật thân mềm chân bụng sống ở biển trong họ Trochidae, họ ốc đụn.

## Các loài
Các loài trong chi Callumbonella gồm có:
- Callumbonella namibiensis Rolan, Gonzalez-Porto & de Matos-Pita, 2009[2]
- Callumbonella suturalis (Philippi, 1836)[3]